# محمد الکلدی
محمد الکلدی (انگلیسی: Mohamed Al-Kaledi؛ زادهٔ ۱۳ فوریهٔ ۱۹۷۱) بازیکن فوتبال اهل کویت بود.
از باشگاه‌هایی که در آن بازی کرده‌است می‌توان به باشگاه ورزشی القادسیه کویت اشاره کرد.
وی همچنین در تیم ملی فوتبال کویت بازی کرده‌است.